# 29. Division (Japanisches Kaiserreich)
Die 29. Division (jap. 第29師団, Dai-nijūku Shidan) war eine Division des Kaiserlich Japanischen Heeres, die 1941 aufgestellt und 1945 aufgelöst wurde. Ihr Tsūshōgō-Code (militärischer Tarnname) war Donner-Division (雷兵団, Ikazuchi-heidan) bzw. Ikazuchi 3200 bzw. Ikazuchi 3229.

## Geschichte der Einheit
Die 29. Division wurde am 1. April 1941 unter dem Kommando von Generalleutnant Uemura Toshimichi als Typ B „Standard“ Division als Triangulare Division aufgestellt und bestand aus der 29. Infanterie-Brigade (18., 38. und 50. Regiment) sowie dem 29. Kavallerie-Regiment, dem 29. Gebirgsartillerie-Regiment und dem 29. Pionier- und Transport-Regiment. Das Hauptquartier der ca. 15.000 Mann starken Division lag in Liaoyang, Mandschuko, wogegen das Depot in Nagayo, Kaiserreich Japan lag.

### Mandschurei
Die 29. Division war im japanischen Marionettenstaat Mandschukuo (Mandschurei) in Liaoyang als Garnisonseinheit stationiert und unterstand dort der Kwantung-Armee. Am 29. Oktober 1943 übernahm Generalleutnant Takashina Takeshi die Division.

### Marianen
Anfang März 1944 wurde die 29. Division nach den Marianen verlegt. Im März trafen die Schiffstransporte ein und verteilten die Einheiten der Division auf die Inseln Guam, Tinian und Rota. Generalleutnant Takashina, der nach Guam beordert worden war, begann umgehend mit dem Anlegen von Befestigungen, da mit einer amerikanischen Landung zu rechnen war.
Am 15. Juni 1944 begann der alliierte Angriff auf Saipan, der bis zum 9. Juli anhielt und mit der vollständigen Vernichtung der japanischen Verteidiger endete.
Bereits am 21. Juli 1944 landeten die Amerikaner auf Saipan. Die Strategie von Generalleutnant Takashina beruhte auf den vier gebauten Befestigungslinien. Doch im Verteidigungsplan wurden auch Gyokusai-Gegenangriffe in Erwägung gezogen: diese Nachtangriffe, die von den Amerikanern Banzaiangriffe genannt wurden, sollten vor allem während der ersten Tage der Schlacht durchgeführt werden. Bereits in der Nacht zum 25. Juli, vier Tage nach der amerikanischen Landung, wurde der erste Gyokusai-Angriff gestartet: etwa 5.000 japanische Soldaten des 18. Infanterieregiments und der 48. selbstständigen gemischten Brigade sammelten sich auf der Fonte-Ebene und marschierten um 22:00 Uhr in Richtung des feindlichen Brückenkopfes. Um 24:00 Uhr begannen sie den ersten Angriff, der unter hohen eigenen Verlusten von der 3. Marineinfanteriedivision gebrochen werden konnte. Noch sechs Mal infiltrierten die japanischen Soldaten erfolgreich die US-Verteidigungsstellungen, sprengten einige Panzer und töteten über 400 Marineinfanteristen, doch sie wurden um 6:00 Uhr am 26. Juli endgültig zurückgeworfen, wobei die japanischen Verluste 3.500 Mann betrugen. Generalleutnant Takashina jedoch startete in den nächsten Tagen weitere Gyokusai-Angriffe gegen die amerikanischen Linien, die alle zurückgeworfen wurden. Am 28. Juli wurde die 48. japanische Brigade, die den Nachtangriff ausführte, durch amerikanisches Artilleriefeuer komplett aufgerieben, wobei Takashina schwer verwundet wurde. Daraufhin wurde er zum japanischen Gefechtsstand im Norden der Fonte-Ebene gebracht, wo er am 29. Juli verstarb. Die Reste der japanischen Verteidiger wurden bis zum 10. August 1944 vernichtet.
Am 24. Juli begann die Schlacht um Tinian. Die knapp 8.000 Japaner, darunter 4.000 Mann des 50. Infanterie-Regiment der 29. Division, konnten gegen die landenden 35.000 Amerikaner nichts ausrichten. Bis auf 200 Mann fiel die gesamte Inselgarnison.
Nach den Schlachten auf den Marianen hatte die 29. Division quasi aufgehört zu existieren. Offiziell wurde sie im September 1945 aufgelöst.

## Trivia
Nach der Schlacht von Guam überlebte der Unteroffizier Yokoi Shōichi des 38. Infanterieregiments und zog sich mit einigen Kameraden in den Dschungel zurück, wo er als Holdout 28 Jahre ausharrte. Erst 1972 konnte er von Fischern überwältigt werden und kehrte anschließend nach Japan zurück.

## Gliederung
Im April 1941 erfolgte die Aufstellung als Triangulare Typ B „Standard“ Division wie folgt:
- 29. Infanterie-Divisions-Stab (350 Mann)
  - 29. Infanterie-Brigade-Stab (100 Mann)
    - 18. Infanterie-Regiment (3845 Mann)
    - 38. Infanterie-Regiment (3845 Mann)
    - 50. Infanterie-Regiment (3845 Mann)

  - 29. Kavallerie-Regiment (950 Mann)
  - 29. Gebirgsartillerie-Regiment (2100 Mann; 36 Typ 41 75-mm-Gebirgsgeschütze)
  - 29. Pionier-Regiment (956 Mann)
  - 29. Signal-Einheit (240)
  - 29. Transport-Regiment (1810 Mann)
  - 29. Versorgungs-Kompanie (110 Mann)
  - 29. Feldhospital (Drei Feldhospitäler mit jeweils 150 Mann)
  - 29. Wasserversorgungs- und -aufbereitungs-Einheit (235 Mann)
  - 29. Veterinär-Hospital (114 Mann)
  - 29. Sanitäts-Einheit (1110 Mann)

Gesamtstärke: 20.060 Mann

## Führung
Divisionskommandeure
- Uemura Toshimichi, Generalleutnant: 1. April 1941 bis 29. Oktober 1943
- Takashina Takeshi, Generalleutnant: 29. Oktober 1943 bis 28. Juli 1944 (gefallen)